# Trichiusa ursina
Trichiusa ursina är en skalbaggsart som beskrevs av Notman 1920. Trichiusa ursina ingår i släktet Trichiusa och familjen kortvingar. Inga underarter finns listade i Catalogue of Life.